# Бірківка
Біркі́вка — село в Україні, у Менській міській громаді Корюківського району Чернігівської області. Населення становить 588 осіб. До 2016 орган місцевого самоврядування — Бірківська сільська рада. Розташоване на правому березі річки Десна за 10 км від її русла. Відстань до центру громади і залізничної станції Мена становить 21 км.

## Історія
Полковник королівських військ Каспер Борковський, батько майбутнього чернігівського полковника та Генерального обозного в уряді Гетьманщини Василя Дуніна-Борковського, як нагороду за успіхи у Смоленській війні 1632—1635 років отримав від Владислава IV, короля Польщі та правителя Речі Посполитої, маєтності в Чернігівському воєводстві, де заснував село Бірківку (Borkówka), яке стало родовим гніздом української гілки роду Дуніних-Борковських. За іншими даними, Бірківка відома з другої половини XVII століття. Про це свідчить піклувальна грамота царя Олексія Михайловича, видана 28 вересня 1674 року «войсковому товарищу В. Борковскому на право владения селом Борковской сотни». З цього часу Бірківка, яка в той час налічувала 45 дворів, стала вотчиною Дуніних-Борковських.
У 1866 році в Бірківці було 155 дворів і 1003 жителі. На кінець XIX століття кількість дворів збільшилася до 276, а число жителів виросло до 1737 осіб.
У 1892 році розпочала роботу земська школа. В селі щорічно відбувалися дві ярмарки.
У період 1917-1920 років влада у селі змінювалась кілька разів. Остаточно ствердилась більшовицька окупація. Примусова колективізація розпочалася восени 1932 року. Було організовано два колгоспи «Червоний партизан» і «Перше серпня».
До 1933 року в Бірківці діяла початкова школа. Потім вона була реорганізована у семирічну.
Більше ніж два роки (кінець серпня 1941 — вересень 1943 рр.) тривала тимчасова окупація Бірківки німецько-нацистськими загарбниками. За цей час гітлерівці вивезли на різні роботи в Німеччину 30 молодих людей.
На фронтах Німецько-радянської війни боролися з ворогом 544 жителі села, 187 із них за проявлені мужність і героїзм нагороджені орденами і медалями, 257 — загинули.
У післявоєнний період на території Бірківської сільської ради функціонує колгосп «Зоря комунізму». З 1961 року він став називатися — «Родина».
У 1967 році колгосп удостоєний звання «Господарство високої культури землеробства».
За високі виробничі показники 57 трудівників села відзначені орденами і медалями. Серед них удостоєні високого звання Героя Соціалістичної Праці Іван Прищепа (1918—) — голова колгоспу та рядові працівники господарства Є. О. Особа (1919—1999) та Т. Д. Сидорець (1922—?).
У березні 2000 року, у результаті проведення першого етапу реформи сільськогосподарського виробництва на базі колгоспу «Родина» створено сільськогосподарський кооператив «Бірківський». У користуванні кооперативу перебуває 1644 га сільськогосподарських угідь, у тому числі орної землі 726 га. Господарство спеціалізується на вирощуванні зернових культур, картоплі, льону. Розвинуте м'ясо-молочне тваринництво.

### Сучасність
У селі є неповна середня школа (69 учнів і 14 учителів), будинок культури (зал на 400 місць), дві бібліотеки (книжковий фонд 22,3 тис. екземплярів), дільнична лікарня на десять ліжок (два лікарі і 6 чоловік середнього медичного персоналу), 4 магазини, дільнична ветеринарна лікарня, відділення зв'язку, ощадкаса. Станом на 1.01.2000 року в Бірківці були 462 господарства і мешкали 982 особи.
12 червня 2020 року, відповідно до розпорядження Кабінету Міністрів України № 730-р «Про визначення адміністративних центрів та затвердження територій територіальних громад Чернігівської області», увійшло до складу Менської міської громади.
19 липня 2020 року, в результаті адміністративно-територіальної реформи та ліквідації Менського району, село увійшло до складу Корюківського району.

## Пам'ятники
У селі є братська могила радянських воїнів, що полягли в 1943 році під час визволення населеного пункту від гітлерівців. У 1974 році в пам'ять про односельців, загиблих на фронтах Німецько-радянської війни, споруджено обеліск Слави.

## Релігія
У 1864 році в селі була збудована мурована церква Богородиці. У 1989 році на залишках церкви Богородиці відбудована і діє Свято-Троїцька церква.

## Відомі люди
В поселенні народились:
- Колодій Антоніна Федорівна (* 1943) — український філософ.
- Євдокія Пархоменко (1896—1961) — відома бандуристка, дочка видатного кобзаря Т. Пархоменка.

Тимчасово проживав видатний кобзар Т. М. Пархоменко.